# Anjea Corona
L'Anjea Corona è una struttura geologica della superficie di Venere.